# توس سرخ چینی
توس سرخ چینی (نام علمی: Betula albosinensis) نام یک گونه از سرده توس است.